# PGC 4771
LEDA/PGC 4771 ist eine leuchtschwache Balken-Spiralgalaxie vom Hubble-Typ SBm im Sternbild Walfisch südlich der Ekliptik und ist schätzungsweise 216 Millionen Lichtjahre von der Milchstraße entfernt. Sie gilt als Mitglied der acht Galaxien zählenden NGC 530-Gruppe (LGG 22) und als Teil des Galaxienhaufens Abell 194. 

Im selben Himmelsareal befinden sich u. a. die Galaxien NGC 519, NGC 530, IC 1693, IC 1696.